# Hymenolobium velutinum
Hymenolobium velutinum es una especie de planta floral del género Hymenolobium, tribu Dalbergieae, subfamilia, Faboideae.

## Distribución
Se distribuye por el norte de Brasil, Colombia, Perú y Surinam. Crece en el bioma tropical húmedo.

## Taxonomía
Fue descrita por Ducke y publicada en Trop. Woods 90: 18 (1947).
Sinónimos heterotípicos
- Andira villosa Kleinhoonte in Recueil Trav. Bot. Néerl. 22: 404 (1925 publ. 1926).[2]